# Колпинский район
Ко́лпинский райо́н — административно-территориальная единица на юго-востоке Санкт-Петербурга.
Граничит с районами:
- Невским
- Фрунзенским
- Пушкинским
- Всеволожским районом Ленинградской области
- Кировским районом Ленинградской области
- Тосненским районом Ленинградской области

## История
Название района связано с тем, что его администрация располагается в городе Колпино. В 1930 году Колпинский район был ликвидирован, его территория вошла в состав образованного Пригородного района Ленинградской области. Район был образован в 1936 году, когда был упразднён Пригородный район, а вместо него созданы четыре района, в том числе Слуцкий; при этом города Колпино и Детское Село были подчинены Ленинградскому городскому Совету. В 1952 г. происходит расширение Колпинского района. Входивший ранее в Павловский район посёлок Усть-Ижора, посёлки Ленинградской области Понтонный и Петро-Славянка передаются в Колпинский район. Район окончательно сформировался как административная единица в 1954 году после вхождения в район нескольких поселковых советов. 
В 1996 году на территории Колпинского района было образовано пять муниципальных образований. Колпинский район остаётся самым промышленным районом Санкт-Петербурга, где сосредоточено более 30 крупных предприятий, в районе также хорошо развита транспортная инфраструктура. Качество жизни в районе, однако, в 2013 году было признано самым низким в Петербурге.

## Население
| 2002     | 2009     | 2010     | 2012     | 2013     | 2014     | 2015     |
| -------- | -------- | -------- | -------- | -------- | -------- | -------- |
| 175 396  | ↗182 996 | ↘177 448 | ↗179 309 | ↗183 802 | ↗185 497 | ↗186 973 |
| 2016     | 2017     | 2018     | 2019     | 2020     | 2021     | 2023     |
| ↘186 353 | ↗187 585 | ↗188 688 | ↗191 847 | ↗193 839 | ↘183 947 | ↗186 169 |
| 2025     |          |          |          |          |          |          |
| ↗189 870 |          |          |          |          |          |          |

По данным 2002 года, процент мужчин — 46 %, женщин — 54 %. Почти 78 % жителей района проживают в г. Колпино.
Национальный состав

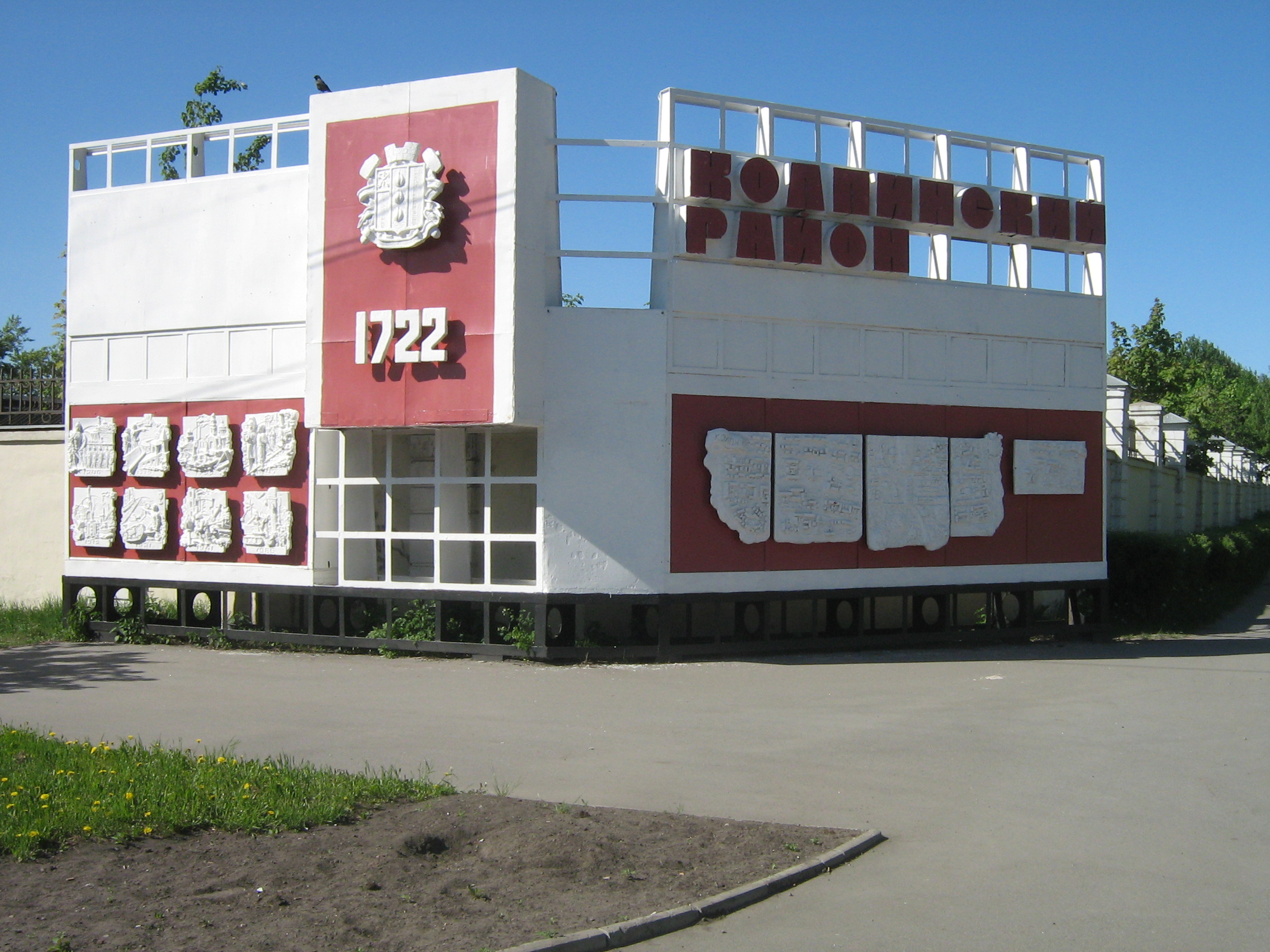
Рельефные доски с картой Колпинского района, установлены напротив администрации г. Колпино

По итогам переписи населения 2020 года проживали следующие национальности (национальности менее 0,1 % и другое см. в сноске к строке «Другие»):
| Национальность | Численность, чел. | Доля     |
| -------------- | ----------------- | -------- |
| Русские        | 151 803           | 82,53 %  |
| Украинцы       | 648               | 0,35 %   |
| Азербайджанцы  | 555               | 0,30 %   |
| Татары         | 504               | 0,27 %   |
| Белорусы       | 471               | 0,26 %   |
| Армяне         | 431               | 0,23 %   |
| Узбеки         | 257               | 0,14 %   |
| Таджики        | 242               | 0,13 %   |
| Другие         | 29 036            | 15,79 %  |
| Итого          | 183 947           | 100,00 % |

## Внутригородские муниципальные образования
В границах Колпинского района Санкт-Петербурга располагаются 6 внутригородских муниципальных образований, в том числе 1 город и 5 посёлков:
| № | Флаг | Герб | Статус ВМО | Название ВМО   | Площадь, км² | Население, чел. (2025 г.) |
| - | ---- | ---- | ---------- | -------------- | ------------ | ------------------------- |
| 1 |      |      | город      | Колпино        | 57,49        | ↗147 179                  |
| 2 |      |      | посёлок    | Понтонный      | 8,00         | ↗8603                     |
| 3 |      |      | посёлок    | Усть-Ижора     | 4,15         | ↘2617                     |
| 4 |      |      | посёлок    | Петро-Славянка | 17,32        | ↗2146                     |
| 5 |      |      | посёлок    | Сапёрный       | 4,00         | ↗1733                     |
| 6 |      |      | посёлок    | Металлострой   | 1,12         | ↗27 592                   |